# Esporòfit

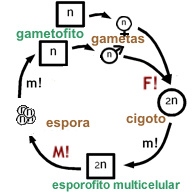
Diagrama esquemàtic del cicle de vida haplo-diplont (amb alternança de generacions multicel·lulars).
n: haploide, 2n: diploide, m!: mitosi, M!: meiosi, F!: fecundació.

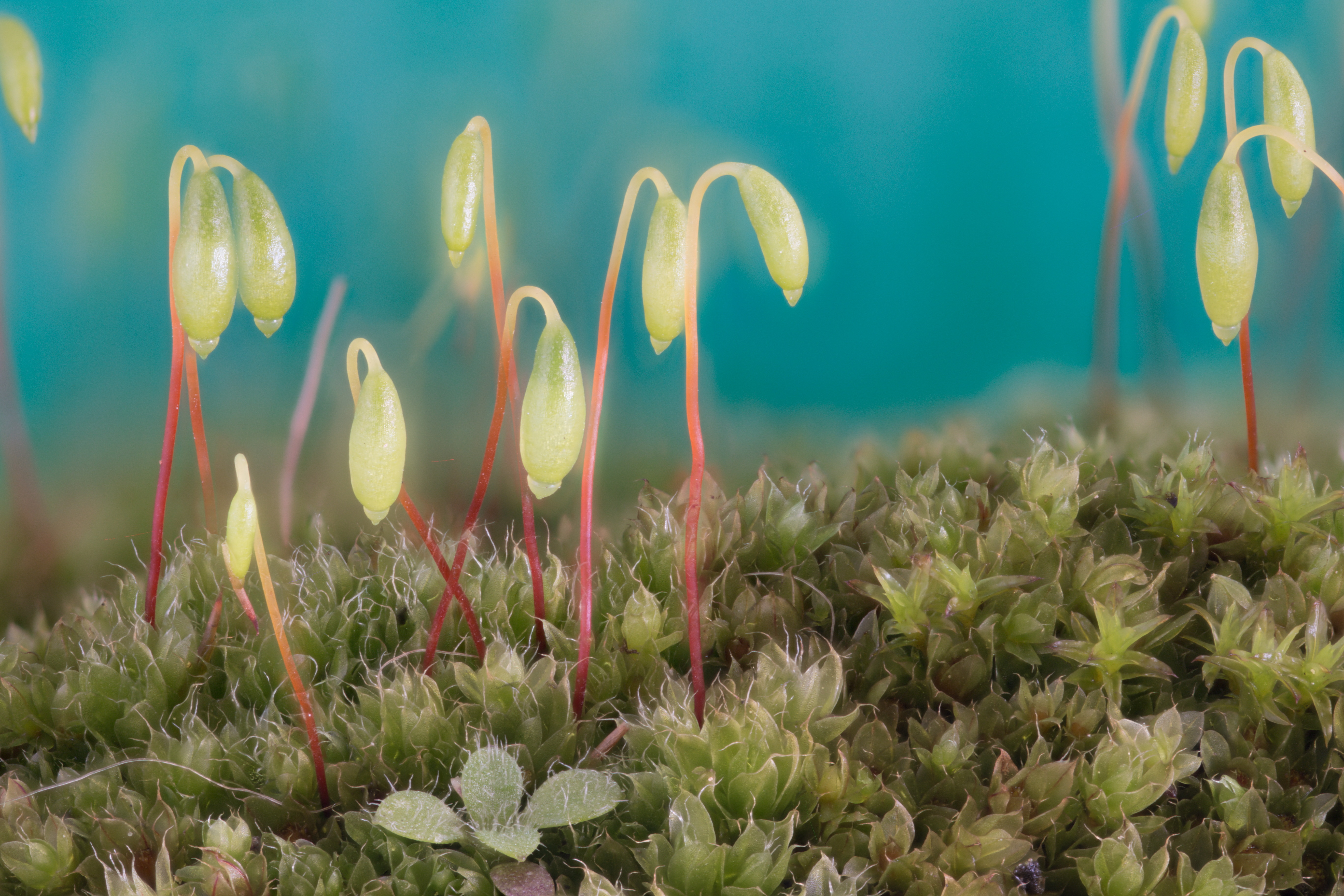
Macrofotografia d'esporòfits de molsa durant la primavera.

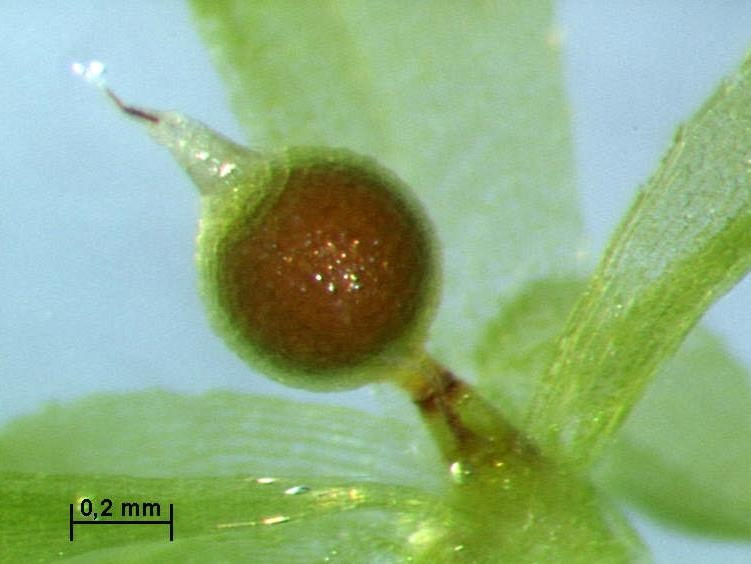
Esporòfit de la molsa Physcomitrella patens.

L'esporòfit (del grec σπορα, llavor) és la fase diploide multicel·lular que passa en les plantes i en algunes algues amb alternança de generacions heterofàsica, que produeix per meiosi espores haploides (també anomenades meiòspores). Aquestes espores, després de desenvolupar-se, produeixen individus haploides, anomenats gametòfits. És un organisme que es desenvolupa plenament.
El caràcter i l'extensió relativa de les dues fases varien molt entre diferents grups de plantes i algues. Durant el curs de l'evolució, la proporció de l'etapa d'esporòfit s'ha anat incrementant progressivament. L'esporòfit ha anat patint modificacions per a adaptar-se progressivament al mitjà terrestre. En les plantes vasculars l'esporòfit és la fase dominant en el cicle vital, mentre que en les plantes no vasculars el gametòfit roman dominant. En les algues la fase dominant sovint depèn de les condicions ambientals; i encara que algunes espècies tenen cicles de vida determinants, usualment dominen els gametòfits.
L'esporòfit es desenvolupa per proliferació cel·lular (mitosi) a partir d'un zigot, format per fecundació, és a dir, la fusió de dos gàmetes o cèl·lules sexuals haploides, originats en òrgans especialitzats anomenats gametangis que es desenvolupen sobre els gametòfits.